# Club Deportivo Espoli
O Club Deportivo Espoli é um clube de futebol equatoriano da cidade de Quito. ESPOLI é o acrônimo de Escuela Superior de Policía, sendo que o clube pertence a uma academia policial.
O time tem uma participação na Taça Libertadores da América, em 1996, após o vice-campeonato no Campeonato Equatoriano de 1995.

## Títulos

### Nacionais
Campeonato Equatoriano da 2ª Divisão: 2 (1993, 2005-A)

### Destaques
- Vice-campeonato Equatoriano: 1 (1995)
- Vice-campeonato Equatoriano da 2ª Divisão: 3 (1991-E2, 1992-E1, 2007)
- Vice-campeonato Equatoriano da 3ª Divisão: 1 (1990)